# Ålholm Amt
Ålholm Amt blev oprettet i 1662 af det tidligere Ålholm Len. Amtet bestod af herrederne 
- Fuglse
- Musse

Øerne Fejø, Femø og Askø nord for Lolland hørte dog til Nykøbing Amt.
Amtet blev nedlagt ved reformen af 1793, hvorefter hele området indgik i Maribo Amt.

## Amtmænd
- 1685 – 1735: Georg Ernst von Reichau
- 1737 – 1763: Christian Frederik Raben
- 1782 – 1804: Frederik Karl Kragh-Juel-Vind-Friis